# موآنالوی آرواره‌لاک‌پشتی
موآنالوی آرواره‌لاک‌پشتی (نام علمی: Chelychelynechen quassus) نام یک گونه منقرض‌شده از تبار موآ-نالو است.